# ریو ترسرو
ریو ترسرو (به اسپانیایی: Río Tercero) شهری در کشور آرژانتین، ایالت کوردوبا (آرژانتین) است که در سال ۲۰۰۹ میلادی، حدود ۴۶٬۱۶۷ نفر جمعیت داشته است.